# 游戏端口
游戏端口（英語：game port）是一種在x86基礎的PC的傳統電子遊戲的輸入裝置。
自1990年代起，游戏端口通常是被多功能I/O或音效卡整合在一起，不論是ISA或PCI的介面卡，或是被整合在主機板上，在此之前，它通常是在一張獨立的ISA介面卡上。
微軟已停止在Windows Vista中內建支援游戏端口，因此它將可能導致製造商停止生產此規格的商品。
但是，它仍然可能透過安裝第三方所提供的驅動程式，使游戏端口能夠工作，一些公司在過去製作游戏端口的介面卡時曾這樣做。
或是透過USB對游戏端口的轉接器，讓傳統的類比搖桿也能夠使用。

## 游戏端口細節

### 類比介面
不像大多数早些时候的家用控制杆连接器，游戏端口用模拟信号而非数字信号传输，依赖模拟数字转换器转化信号。早期的IBM-PC产品将游戏端口视为连接两个相似的Paddle控制器的工具而不是连接控制杆。这一特性使PC机在模拟游戏方面了有了历史性的突破和优势，尤其是飞行模拟类游戏。但在另一方面，也将原本简单的控制变得更复杂、造成浪费——这还不包括与一些控制杆接口根本不兼容，尤其是de facto控制器。

### 數據採集與程式設計
另外，在其他操縱桿標準（例如Atari或NES的搖桿）對於程式設計師去使用是非常容易和簡單的。但在游戏端口則需要較謹慎的程式設計，與以即時的軟件中斷去觸發輸入的讀取。當比較游戏端口與使用TTL的GamePad端口時，游戏端口的讀取會耗費大量的CPU時間，導致效能的問題。

### 電路
遊戲端口的實作典型，使用一個電容和一個簡單的電壓比較器，
所組成的類比數位轉換器，它需要進行定時採樣與在準確的時間來重新讀取輸入。它必須做到每秒幾次（一般超過30），去提供遊戲輸入的回應。而實際採樣頻率和值，通常取決於搖桿內部的電阻、雜訊、CPU速度和搖桿的總RC時間常數。

### 電氣特性
游戏端口的輸出功率約可提供負載到 750 mA 的電流，不過這是與其它的設備一起計算的，包含鍵盤（最大 100 mA），鼠标（約 25 mA），與視訊端口（VGA，使用 50 mA），因此游戏端口實際能夠使用不到 575 mA。

## 历史与变种

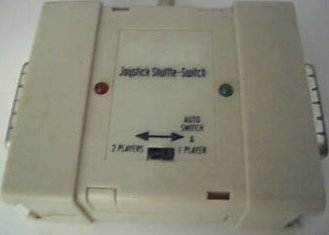
Y-splitter

## 外部連結
- Fairly detailed game port pinouts and specs （页面存档备份，存于）
- Page with extensive info and a lot of experimental/DIY material on game ports （页面存档备份，存于）